# Bythonia
Bythonia (лат.) — род прыгающих полужесткокрылых из семейства цикадок (Cicadellidae). Единственный представитель подсемейства Bythoniinae. Южная Америка. Обитают на деревьях в дождевых тропических лесах. Среднего размера цикадки красно-коричневого цвета. Жилкование крыльев полное, жилки заднего крыла R3+4 и M1+2 свободные. Макросетальная формула задних бёдер варьирует, обычно равна 2+2+1. Обладают сходством с Iassinae, с которыми их иногда объединяли . 

## Классификация
Включает 4-5 видов.
- Bythonia consensa Blocker & Webb, 1990
- Bythonia ferruginea Felix & Mejdalani, 1998
- Bythonia kalypso Linnavuori, 1959
- Bythonia rugosa Osborn, 1923